# Ormyrus unfasciatipennis
Ormyrus unfasciatipennis är en stekelart som beskrevs av Girault 1917. Ormyrus unfasciatipennis ingår i släktet Ormyrus och familjen kägelglanssteklar. Inga underarter finns listade i Catalogue of Life.